# Maison Brillat
La maison Brillat est une maison située à Chazey-Bons, en France.

## Présentation
La maison est située dans le département français de l'Ain, sur la commune de Chazey-Bons. L'édifice est inscrit au titre des monuments historiques en 1927.